# ウロシュ・ラヨヴィチ
ウロシュ・ラヨヴィチ（Uroš Lajovic, 1944年7月4日 - ）は、ユーゴスラヴィア出身の指揮者。

## 経歴
リュブリャナ生まれ。地元のギムナジウムを経て1963年にリュブリャナ音楽院に進学し、マティヤ・ブラヴニチャルとルシアン・マリヤ・シュケルヤンツに作曲、ダニロ・シュヴァラに指揮法を学ぶ。1968年にオーストリアに留学し、モーツァルテウム音楽院の夏期講座でブルーノ・マデルナの薫陶を受け、ウィーン国立音楽院でハンス・スワロフスキーに指揮法を師事した。
1971年から1978年までスロヴェニア・フィルハーモニー管弦楽団の補助指揮者を務め、その任期中の1974年から1975年までリュブリャーナ放送所属の室内管弦楽団の首席指揮者を任された。1978年にスロヴェニア・フィルハーモニー管弦楽団の常任指揮者に昇格し、1991年までその任に当たった。その間の1979年から1981年までザグレブ放送交響楽団の首席指揮者を兼任し、1984年から2002年までザグレブ・フィルハーモニー管弦楽団の常任指揮者を務めた。1989年にはスロヴェニクム室内管弦楽団を創設して2001年までその芸術監督を務めた。
1991年から2005年までスロヴェニア・フィルハーモニー管弦楽団の首席客演指揮者を務め、2001年から2006年までベオグラード・フィルハーモニー管弦楽団の首席指揮者を歴任。2007年から翌年の短期間ながらスロヴェニア放送交響楽団の芸術監督のポストにあった。2010年からザグレブ・フィルハーモニー管弦楽団の芸術顧問を務めている。
教育者としては1984年から1988年まで地元リュブリャナの音楽院の教授を務め、1989年からウィーン国立音楽大学の客員教授として招聘され、1991年より同音楽大学の教授となった。2009年からはザグレブ音楽院でも教鞭を執る。